# Planells de Torredeflot
Els Planells de Torredeflot són uns plans ocupats per camps de cultiu i una pineda situats a ponent de la masia del Pla de Codall. Pertanyen al poble de Brics, al municipi d'Olius, (Solsonès.)